# The Sound of Music (The dB's)
The Sound of Music è il quarto album in studio del gruppo musicale statunitense The dB's, pubblicato nel 1987.

## Tracce
1. Never Say When
2. Change with the Changing Times
3. I Lie
4. Molly Says
5. Bonneville
6. Any Old Thing
7. Think Too Hard
8. Working for Somebody Else
9. Never Before and Never Again
10. A Better Place
11. Looked at the Sun Too Long
12. Today Could Be the Day